# Musée de l'Amérique francophone
Le Musée de l'Amérique francophone (jusqu'en 2013 Musée de l'Amérique française, actuellement en transformation pour laisser place en 2024 à la Cité du Séminaire), situé à Québec, est le plus ancien musée au Canada. Consacrée à l'implantation et au développement de la culture française en Amérique du Nord, la collection du musée est gérée par le Musée de la civilisation  de Québec depuis 1995. Il fait partie du complexe des Musées de la civilisation à Québec.

## Histoire

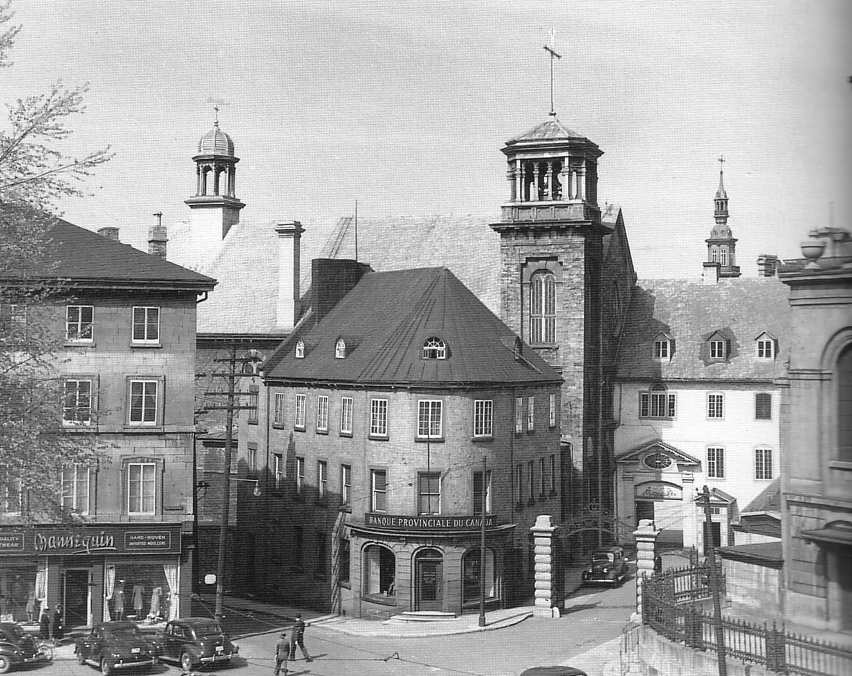
Petit séminaire de Québec (1945). La Banque provinciale du Canada occupait alors le pavillon d'entrée du musée

Fondé par Monseigneur François de Montmorency-Laval en 1663, l'un des bâtiments du Séminaire de Québec abrite depuis toujours le musée de l'Amérique française. Issu d'une tradition religieuse et éducative européenne, on y retrouve dès 1806 une collection d'objets qui regroupe des instruments destinés à l'enseignement des sciences, ce qui lui vaut d'être le plus ancien musée au Canada.
L'accueil du Musée est logé dans la maison à la façade arrondie, à la rencontre de la côte de la Fabrique et de la rue Sainte-Famille, érigée pour le Séminaire de Québec en 1838, d'après les plans de l'architecte Thomas Baillairgé. Reliée à ce pavillon, la chapelle du Séminaire, aujourd'hui désacralisée, a été convertie en salle polyvalente où sont présentés des activités culturelles, des concerts ou utilisée pour des réceptions.
En 1991, le musée a entrepris l'inventaire informatisé de ses collections d'objets muséologiques. Environ 110 000 pièces ont été classées dans les ensembles suivants : les objets historiques, ethnologiques et scientifiques, la numismatique, la philatélie, les beaux-arts et les arts décoratifs.
En 1993, le Musée du Séminaire est devenu officiellement le « Musée de l'Amérique française » et à partir de 1995 une composante du Musée de la civilisation qui en gère les collections. En 2013, il a été rebaptisé Musée de l'Amérique francophone.
En 2019, le mécène Roland Lepage fait un don de 5M $ au Musée en vue de sa transformation qui débute la même année. On prévoit vers 2024 l'ouverture de la nouvelle Cité du Séminaire, Espace bleu de la Capitale-Nationale.

### Identité visuelle (logo)

Logo jusqu'en 2013.
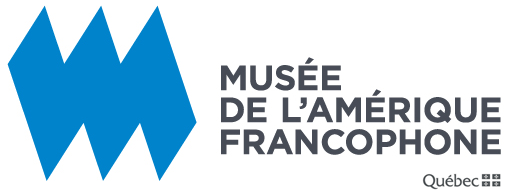
Logo à partir d'avril 2013.

## Expositions

### Expositions permanentes
- L'Œuvre du Séminaire de Québec[9]

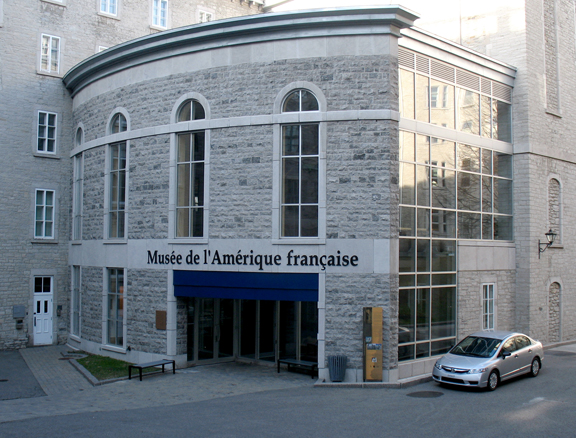
Entrée du musée, pavillon Jérôme-Demers, sur le site du Séminaire de Québec

- Partir sur la route des francophones[10]

### Lieux à découvrir
- La chapelle du Musée et son orgue Juget-Sinclair, reconstitution minutieuse de l'orgue de la Basilique de Québec en 1753.
- Centre de la francophonie des Amériques[11]

### Expositions temporaires
- Révélations. L'art pour comprendre le monde (depuis le 6 mars 2013)
- La colonie retrouvée (depuis le 1er mai 2013)

## Annexe